# Alex Danvers
Alexandra " Alex " Danvers, también conocida como Sentinel, es un personaje ficticio del universo Superman.
Alex Danvers es la única hija biológica de los científicos Eliza y Jeremiah Danvers. Cuando Alex era una adolescente, sus padres adoptaron a la huérfana Kara Zor-El y crecieron juntas en la ciudad de Midvale.

## Antecedentes
Alex era una estudiante excepcional, particularmente en ciencias, pero no podía evitar envidiar las habilidades alienígenas de su hermana kryptoniana. Alex se sintió aliviada cuando Kara decidió no usar sus poderes, pero aun así se sintió avergonzada por su comportamiento alienígena. No obstante, como figura de la hermana mayor, Alex se sintió protectora con Kara y simpatizó con sus pérdidas y desplazamiento.
En algún momento, Kara llevó a Alex, reacia, a volar durante la noche y fueron descubiertas por el Departamento de Operaciones Extranormales (DEO), una agencia gubernamental secreta encargada de monitorear la presencia extraterrestre en la Tierra. Sin que las jóvenes lo supieran, Jeremiah aceptó trabajar para la organización dirigida por Hank Henshaw en lugar de dejar que se llevaran a Kara.
En la escuela secundaria, Alex tenía una mejor amiga, Vicky Donahue. Disfrutaba de las fiestas de pijamas con Vicky y desarrolló sentimientos por ella. Alex reconoció sus sentimientos; sin embargo, se asustó y de repente estaba peleando con Vicky. Esta pelea fue la razón por la que nunca volvieron a hablar.
Sufrir la pérdida de su padre y su homosexualidad reprimida, entre otros factores, hizo que Alex bebiera excesivamente y festejara cuando era adulta joven. No obstante, logró obtener un doble doctorado (Ph.D. y MD ) antes de ser reclutada en el DEO por Henshaw (que luego se reveló como J'onn J'onzz / Detective Marciano (quien le prometió a Jeremiah que cuidaría de sus hijas). En la tercera temporada se revela que, en algún momento del pasado, ella era médica en ejercicio y trabajaba en un hospital de Seattle.

## Concepto y creación
En febrero de 2015, la actriz Chyler Leigh fue elegida como Alexandra "Alex" Danvers, inicialmente descrita como la "confiada hermana adoptiva de Kara cuya fascinación por los poderes de su hermano la inspiró a convertirse en doctora". El personaje es una creación original de Supergirl, no está basada en ningún personaje existente que aparezca en DC Comics. Jordan Mazarati interpretó la versión joven de 2003 del personaje, y Olivia Nikkanen interpretó la versión de 2007.

## Destrezas y habilidades
Alex Danvers no tiene poderes sobrehumanos inherentes; más bien, ella es muy inteligente, está entrenada en diversas formas de artes marciales y se ha demostrado que es capaz de manejar cualquier arma. También es una excelente médica y bioingeniera, y además tiene una amplia experiencia en puntería, combate cuerpo a cuerpo  y fisiología extraterrestre, además de ser una científica y táctica militar de gran alcance. Durante la temporada 3, Winn Schott le regala a Alex un nuevo traje protector. Éste se parece más a una armadura que su traje DEO habitual y ofrece más protección para el cuerpo que el anterior. Además de eso, ahora tiene guantes magnéticos que le permiten recuperar cualquier arma caída, y su pistola láser Maaldorian que le quitó a un extraterrestre fallecido durante una misión de rescate en Maaldoria también fue mejorada y ahora puede disparar balas de Kryptonita.